# Memecylon sepicanum
Memecylon sepicanum är en tvåhjärtbladig växtart som beskrevs av Rudolf Mansfeld. Memecylon sepicanum ingår i släktet Memecylon och familjen Melastomataceae. Inga underarter finns listade i Catalogue of Life.